# Dragan Velikić
Dragan Velikić (Beograd, 1953.) srpski je i hrvatski književnik.

## Životopis
Odrastao je u Puli. Diplomirao je svjetsku književnost na beogradskom Filološkom fakultetu. Od 1994. do 1999. godine bio je urednik izdavačke djelatnosti Radija B92. Pisao je kolumne za NIN, Vreme, Danas i Reporter, kao i za FAZ i Lettre International. Jedan je od prvih intelektualaca iz Srbije koji je javno kritizirao Miloševića i njegovu velikosrpsku politiku. Tijekom devedesetih piše eseje protiv nacionalizma, rata i etničke mržnje zbog čega je na udaru srbijanskih medija, te i kratko vrijeme napušta Srbiju i živi u Budimpešti, Beču i Berlinu. U skladu sa starom jugoslavenskom diplomatskom tradicijom da svoje najbolje pisce šalje u veleposlanike, proeuropska srbijanska vlada postavlja ga u lipnju 2005. godine za veleposlanika Srbije i Crne Gore, odnosno Republike Srbije u Republici Austriji, gdje ostaje do 2009. godine.
Velikić je napisao i knjige priča, knjige eseja, monografiju “Pula – grad interval” (2014.) – u koautorstvu s fotografom Igorom Zirojevićem i povjesničarkom umjetnosti Paolom Orlić. Njegovi knjige su prevedene na sedamnaest europskih jezika te na arapski i farsi. Zastupljen je u domaćim i inozemnim antologijama proze. Najzastupljeniji je suvremeni srpski i hrvatski pisac na njemačkom govornom području. Dobitnik je Nagrade grada Budimpešte za 2013. godinu, koja se rijetko dodjeljuje strancima. Velikić je i dobitnik Srednjeeuropske nagrade za cjelokupno književno stvaralaštvo (Mitteleuropa-Preis) za 2008. godinu koju dodjeljuje Ministarstvo kulture Republike Austrije. Godine 2019. godine mu je dodijeljena velika europska nagrada Vilenica. Velikićev hrvatski nakladnik je Meandar Media iz Zagreba. Velikić je potpisnik Deklaracije o zajedničkom jeziku, u kojoj se tvrdi da se u Hrvatskoj, Bosni i Hercegovini, Srbiji i Crnoj Gori govore nacionalne standardne varijante zajedničkog policentričnog standardnog jezika.
Dragan Velikić i dalje zastupa beskompromisni glas razuma i tolerancije i ostaje oštar kritičar srpske i međunarodne političke stvarnosti. To znači da je jedan od onih europskih književnih glasova koji su očajnički potrebni u doba rastućeg nacionalizma, ne samo Europe nego i cijelog svijeta.
Živi u Beogradu kao slobodni književnik.

## Djela
- Via Pula (dobio nagradu Miloš Crnjanski)
- Astragan (tiskan 1991. godine u renomiranoj biblioteci HIT zagrebackog Znanja, ujedno i posljednji jugoslavenski roman)
- Hamsin 51
- Severni zid (stipendija fonda Borislav Pekić)
- Danteov trg
- Slučaj Bremen
- Dosije Domašenski
- Ruski prozor (dobio NIN-ovu nagradu i Nagradu Meša Selimović)
- Bonavia
- Islednik (dobio NIN-ovu nagradu, Kočićevo Pero i Vitalovu nagradu)
- Adresa

## Vanjske poveznice
- Draganu Velikiću Ninova nagrada za roman godine  Arhivirana inačica izvorne stranice od 21. siječnja 2008. (Wayback Machine)
- Intervju sa Draganom Velikićem: Pisac se ne rađa, on nastaje